# ハリー・ブート
ヘンリー・アルバート・ハワード・ブート（英: Henry Albert Howard Boot、1917年7月29日 - 1983年2月8日）は、イギリスの物理学者で、ジョン・ランドール卿、ジェームズ・セイヤーズとともに、第二次世界大戦における連合軍の勝利の鍵のひとつとなったキャビティマグネトロンを開発した。

## 来歴
ヘンリー・ブートはバーミンガムで生まれ、バーミンガムのキング・エドワード・スクールとバーミンガム大学で学んだ。彼の教授であったマーク・オリファントはスタンフォード大学でクライストロンを見たが、レーダー送信機として使用するには出力が不十分であった。 オリファント教授は、ジョン・ランドールとブートにこの問題を担当させた。1940年2月下旬までに、彼らははるかに強力なキャビティマグネトロンを発明し、1940年5月までに実験用レーダーに搭載された。

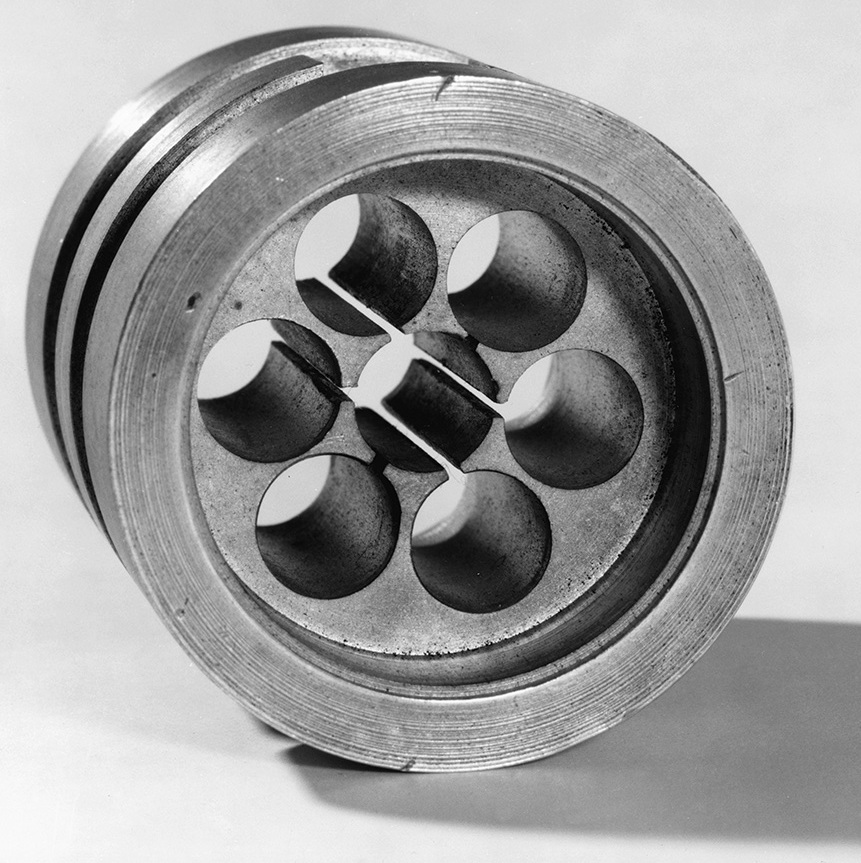
オリジナルの6キャビティマグネトロン。

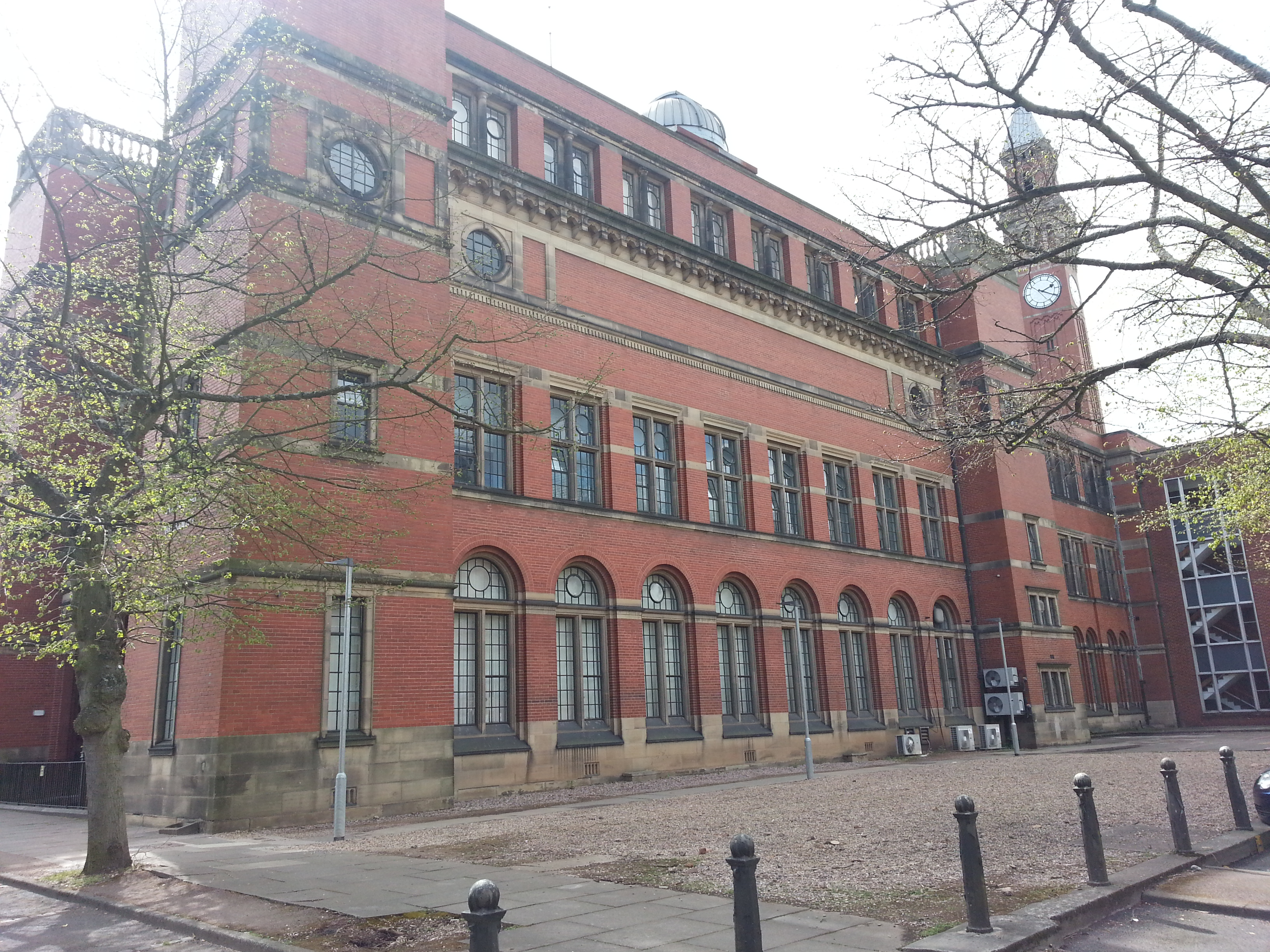
バーミンガム大学ポインティング物理学研究棟

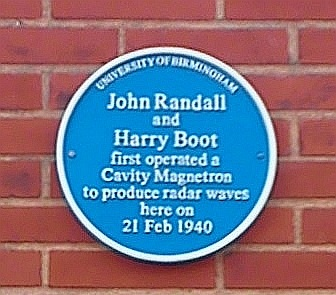
バーミンガム大学ポインティング物理学研究棟の壁にかけられた青い記念銘板。「ジョン・ランドールとハリー・ブートがレーダー波用のキャビティマグネトロンをここで初めて作った」と記されている。

ジェームズ・セイヤーズは後に、空洞共振器を交互に固定することでマグネトロンをさらに改良した。この時期の多くの英国の発明と同様、マグネトロンは、第二次世界大戦に参戦した米国に無償で提供された。当初、ブートとランドールは、「海上での人命の安全を向上させた」としてマグネトロンに対してそれぞれ50ポンドを授与されたが、1949年には、ブート、ランドール、セイヤーズの3人に36,000ポンドの賞金が贈られた。
戦争後期にラグビーのブリティッシュ・トムソン・ヒューストンで短期間働いた後、ブートはナフィールド研究員としてバーミンガムに戻った。核物理学に関するいくつかの研究の後、ブートはマグネトロンに戻り、戦後バーミンガムにサイクロトロンを建設した。
1948年に科学公務員になり、ハートフォードシャーのボールドックにあるサービシーズ電子研究所の主任科学官（PSO）に任命され、マイクロ波、マグネトロン、プラズマ物理学、レーザーの研究を行った。
デヴォンのサルコムに2艘のボートを所有してセーリングを楽しんだ。妻のペネロープと2人の息子、クリストファーとニコラスとともに、家族の別荘に頻繁に出かけた。
1977年に引退し、1983年2月8日にケンブリッジで死去した。